# Mark Begich
Mark Peter Begich (Anchorage, Aljaska, 30. ožujka 1962.) je američki političar i senator iz Aljaske hrvatskog podrijetla.

## Životopis
Mark Begich rođen je 1962. godine u Anchorageu glavnom gradu američke savezne države Aljaske, gdje i sada živi. 1990. oženio je Deborah Bonito s kojom ima jednoga sina Jacoba. Djed mu se doselio u SAD 1911. iz Like iz sela Podlapače

## Politička karijera
Trenutno je senator iz Aljaske i član Demokratske stranke. Bivši je gradonačelnik Anchoragea, u gradskoj skupštini služio je deset godina prije nego što je izabran za gradonačelnika 2003. godine. Na izborima za senat 2008. godine Begich je pobijedio tadašnjeg predsjednika Teda Stevensa, republikanskog člana s najdužim stažom u senatu svih vremena
.

## Vanjske poveznice
- Senator Mark Begich  Arhivirana inačica izvorne stranice od 25. ožujka 2009. (Wayback Machine) Službena SAD Senat stranica
- Mark Begich for U.S. Senate  Arhivirana inačica izvorne stranice od 3. veljače 2011. (Wayback Machine) Službena stranica izborne kampanje